# Бебуриани
Бебуриани (груз. ბებურიანი) — село в Грузии, в муниципалитете Лагодехи края Кахетия. 

## География
Село расположено в восточной части края, в 38 километрах по прямой к юго-западу от центра муниципалитета Лагодехи. Высота центра — 260 метров над уровнем моря.

## Население
По данным переписи населения 2014 года, в селе проживало 480 человек.
| Год  | Население | Мужчины | Женщины |
| ---- | --------- | ------- | ------- |
| 2002 | 524       | 264     | 260     |
| 2014 | 480       | 247     | 233     |